# Horace de Viel-Castel
Marc-Roch-Horace de Salviac (París, c. 1802-París, 1864) fue un escritor y dibujante francés. Ostentó el título de conde de Viel Castel.